# Furina ornata
Furina ornata là một loài rắn trong họ Rắn hổ. Loài này được Gray mô tả khoa học đầu tiên năm 1842.

## Hình ảnh

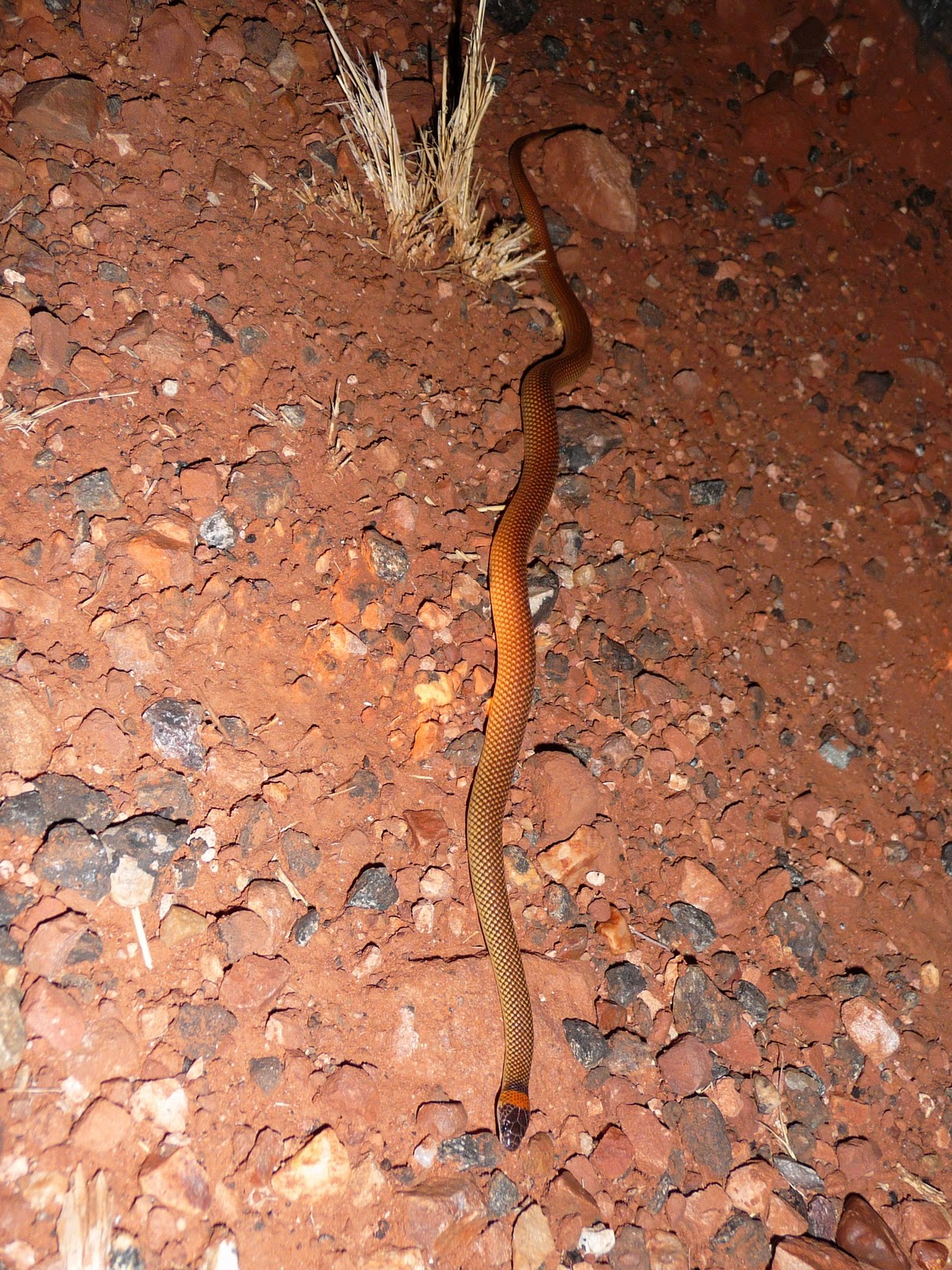
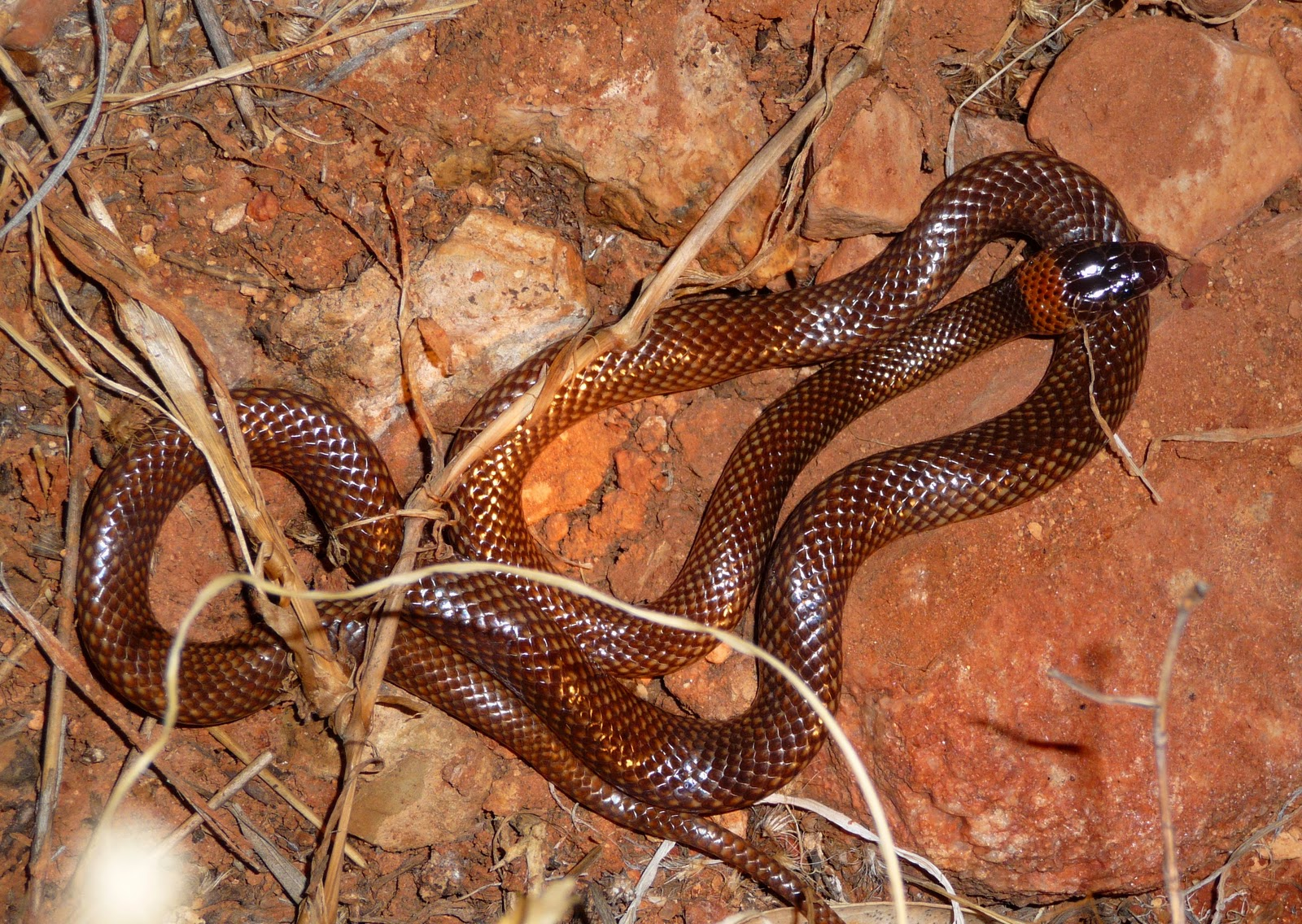
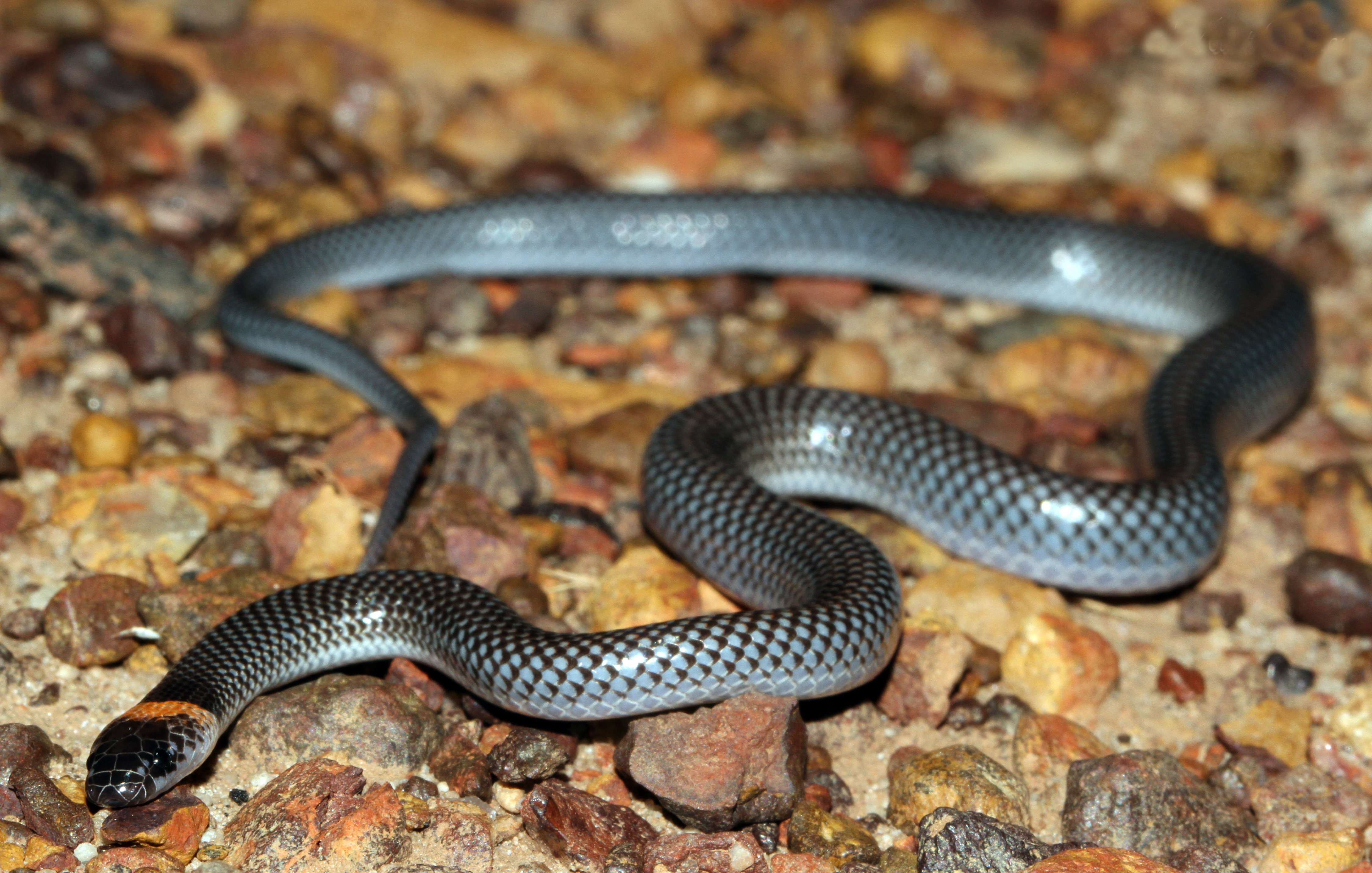